# アルタン
アルタン（Altan）は、アイルランド共和国ドニゴール県のアイルランド音楽のバンド。

## 経歴
フランキー・ケネディがベルファストからドニゴールまで夏季休暇中に旅し、アイルランド語と演奏を学んだ。そしてマレード・ニ・ウィニーと出会い、1981年に結婚した。彼らは最初の有名なベルファストの歌手にしてアイルランド語に熱心であったアルバート・フライ（Albert Fry）の3枚のアルバムでフィーチャーされた。2年後、ファースト・アルバム『北の調べ』を発表した。ニ・ウィニーはアイルランド語を話すグウィドー出身で、著名なフィドル奏者であった父フランシー・ムーニーよりフィドルを教わった。当時、ドニゴールの音楽は県外ではあまり知られていなかった。ケネディのレパートリーにはティロンとファーマナを旅行した際に書かれた北部の無名なフルート曲がいくつか含まれていた。マレードが傑出した声を持っていたと同時に非凡なフィドルの才能があったことによっても二人は注目を集めた。
深夜のセッションとフェスティバルを重ね、彼らは次第に才能の補い手を集めるようになった。最初に加わったのがファーマナ出身のブズーキ奏者キーラン・クランであった。そして、ロック、ブルース、ジャズ、カントリーそしてクラシックを経験したギター奏者マーク・ケリーが加わった。この4人による最初のアルバム『アルタン』を発表したが、アルタンというバンド名は次の『ホース・ウィズ・ア・ハート』までは使われなかった。このアルタンという名はドニゴール北西部の湖に由来する。
その後、グリーン・リネットより4枚のアルバムをリリースし、アイルランドだけでなくアメリカのビルボード・チャートにもランクインした。他にダブリン生まれであったがドニゴールのゲールタハトへの遠足で幼少期からドニゴールの伝統に染まっていたフィドル奏者ポール・オショネシーが数年間加わっていた。二つのフィドルの音はこの時期にはバンドにとって必須のものとなって、オショネシーが離脱した代わりに若きフィドル奏者キーラン・トゥーリッシュが加わった。1992年にはギタリストダヒー・スプロールも加入。賞賛を受ける彼らの後ろには密かなる悲劇が待ちうけていた。1992年リーダーとマネージャーを務めるフランキー・ケネディががんと診断されたのである。ケネディは可能な限り参加を続ける意志を貫き、1994年にベルファストのロイヤル・ヴィクトリア病院で息を引き取った。
1996年彼らは大手レーベルのヴァージン・レコードへ移籍、成功への契約であったが、彼らの場合はいかなる商業的妥協もなかった。同年、ドニゴール出身のアコーディオン奏者ダーモット・バーンを加えた。そしてアルバムのゲストとして作詞家兼ギタリストスティーヴ・クーニー、プランクシティからドーナル・ラニー、ブルース・ギタリストのボニー・レイット、カントリー歌手ドリー・パートンなどを迎えた。
1998年の来日時、ソウル・フラワー・ユニオンの「風の市」「イーチ・リトル・シング」のレコーディングにメンバー全員で参加（アルバム『ウィンズ・フェアグラウンド』に収録）。
2001年、トゥーリッシュとニ・ウィニーはアフロ・ケルト・サウンド・システムの『Volume 3: Further in Time』へ参加した。
今日ではフランキー・ケネディを記念してFrankie Kennedy Winter Schoolが毎年開かれている。
今なお、アルタンは最も成功したゲール語歌及びドニゴールのフィドルの使い手である。2003年にはBBC Radio 2 Folk Awardsのベスト・グループ賞を獲得した。

## メンバー

### 現在のメンバー
- マレード・ニ・ウィニー（Mairéad Ní Mhaonaigh） - フィドル、ボーカル
- キーラン・クラン（Ciarán Curran） - ブズーキ
- マーク・ケリー（Mark Kelly） - ギター
- ダヒー・スプロール（Dáithí Sproule） - ギター、ボーカル
- マーティン・トゥーリッシュ（Martin Tourish） - アコーディオン
- クレア・フリール（Clare Friel） – フィドル

### 旧メンバー
- フランキー・ケネディ（Frankie Kennedy） ：フルート
- ポール・オショネシー（Paul O'Shaughnessy）：フィドル
- ダーモット・バーン（Dermot Byrne）：アコーディオン
- キーラン・トゥーリッシュ（Ciarán Tourish） - フィドル、ティン・ホイッスル

## ディスコグラフィ

### マレード・ニ・ウィニー&フランキー・ケネディ
- 『北の調べ』 - Ceol Aduaidh (1983年)
- 『アルタン』 - Altan (1987年)

### アルタン

#### スタジオ・アルバム
- 『ホース・ウィズ・ア・ハート』 - Horse with a Heart (1989年)
- 『レッド・クロウ』 - The Red Crow (1990年)
- 『ハーベスト・ストーム』 - Harvest Storm (1991年)
- 『アイランド・エンジェル』 - Island Angel (1993年)
- 『ブラックウォーター』 - Blackwater (1996年)
- 『ラナウェイ・サンデイ』 - Runaway Sunday (1997年)
- 『アナザー・スカイ』 - Another Sky (2000年)
- 『ブルー・アイドル』 - The Blue Idol (2002年)
- 『ローカル・グラウンド』 - Local Ground (2005年)
- 『アルタン with RTEコンサート・オーケストラ』 - 25th Anniversary Celebration (2010年)
- 『ポイズン・グレン』 - Gleann Nimhe - The Poison Glen (2012年)
- 『ザ・ワイドニング・ジャイル～広がる螺旋』 - The Widening Gyre (2015年)
- 『ザ・ギャップ・オブ・ドリームス』 - The Gap of Dreams (2018年)
- Donegal (2024年)

#### ライブ・アルバム
- 『ベスト・プラス・ライヴ』 - The Best Of Altan (1997年)

#### コンピレーション・アルバム
- 『ファースト・テン・イヤーズ』 - The First Ten Years (1986-1995) (1995年)
- 『ヴォイス・オブ・アルタン～アルタン・ベスト・コレクション』 - Voice of Altan (1995年) ※日本編集
- 『ベスト・プラス・ライヴ』 - The Best of Altan (1997年)
- 『ダンス・オブ・アルタン～アルタン・ベスト・セレクション』 - Dance of Altan (1997年) ※日本編集
- Altan's Finest (2000年)
- Once Again 1987–1993 (2000年)
- 『ザ・ソングス-ザ・ベスト・オブ・アルタン』 - The Best of Altan: The Songs (2003年)